# Milton Sayler
Milton Sayler, född 4 november 1831 i Lewisburg i Ohio, död 17 november 1892 i New York, var en amerikansk politiker (demokrat). Han var ledamot av USA:s representanthus 1873–1879.
Sayler efterträdde 1873 Ozro J. Dodds som kongressledamot och efterträddes 1879 av Benjamin Butterworth.
Sayler är begravd på Spring Grove Cemetery i Cincinnati. Hans kusin Henry B. Sayler var ledamot av USA:s representanthus 1873–1875.